# شوح بيندرو
شوح بيندرو (الاسم العلمي:Abies pindrow) هو نوع من النباتات يتبع جنس الشوح من الفصيلة الصنوبرية.